# Saint-Gilles-les-Forêts
Saint-Gilles-les-Forêts (tiếng Occitan: Sent Geris) là một xã của tỉnh Haute-Vienne, thuộc vùng Nouvelle-Aquitaine, miền trung nước Pháp.